# Microctenonyx apuliae
Microctenonyx apuliae är en spindelart som först beskrevs av Lodovico di Caporiacco 1951.  Microctenonyx apuliae ingår i släktet Microctenonyx och familjen täckvävarspindlar.
Artens utbredningsområde är Italien. Inga underarter finns listade i Catalogue of Life.